# Vườn quốc gia Białowieża
Vườn quốc gia Białowieża (tiếng Ba Lan: Białowieski Park Narodowy, tiếng Belarus: Нацыянальны парк Белавежская пушча, tiếng Nga: Национальный парк «Беловежская пуща») là một vườn quốc gia nằm ở Podlaskie, Ba Lan, tiếp giáp với biên giới Belarus. Tổng diện tích của nó là 105,2 kilômét vuông (40,6 dặm vuông Anh). Nó nằm cách thành phố Białystok 62 km (39 mi) về phía đông nam. Được biết đến khi nó bảo vệ phần lớn diện tích tự nhiên của Rừng Białowieża, khu rừng nguyên sinh ôn đới cuối cùng tại châu Âu đã từng phát triển rộng khắp vùng đồng bằng châu Âu. Đây là nơi sinh sống của quần thể bò bison châu Âu lớn nhất thế giới, loài động vật trên cạn nặng nhất lục địa. Biên giới của hai quốc gia Ba Lan và Belarus chạy xuyên qua khu rừng nên trong thực tế khu rừng Białowieża bao gồm hai phần đều được bảo vệ là vườn quốc gia Białowieża ở Ba Lan và vườn quốc gia Belovezhskaya Pushcha thuộc lãnh thổ Belarus. Có một lối đi qua biên giới dành cho những người đi bộ đường dài và xe đạp trong rừng. Theo một nghiên cứu, vườn quốc gia này mang lại doanh thu du lịch khoảng 72 triệu zloty mỗi năm.
Vườn quốc gia nói riêng và khu rừng Białowieża nói chung có sự đa dạng sinh học đáng ngạc nhiên. Chính vì vậy mà nó đã được UNESCO công nhận là Di sản thế giới. Nó đồng thời là trung tâm của vùng lõi khu dự trữ sinh quyển thế giới rừng Białowieża.

## Lịch sử
Khởi đầu của vườn quốc gia này là một khu bảo tồn rừng được thành lập năm 1921. Khu bảo tồn được chuyển đổi thành vườn quốc gia vào ngày 11 tháng 8 năm 1932 dưới thời kỳ Đệ Nhị Cộng hòa Ba Lan. Sau chiến tranh thế giới lần thứ hai, khu rừng được phân chia giữa Cộng hòa Nhân dân Ba Lan và SSR Belarus của Liên Xô. Cộng hòa Nhân dân Ba Lan mở cửa trở lại Vườn quốc gia Białowieża vào năm 1947.

## Mô tả
Đây thường được gọi là "vùng đất hoang sơ cuối cùng của châu Âu", Białowieża là vườn quốc gia duy nhất ở Ba Lan có những cánh rừng ôn đới nguyên sinh. Bên trong vùng lõi của nó là những khu rừng già không chịu sự tác động đáng kể nào của con người trong 800 năm qua. Chỉ có các nhà khoa học được cấp phép mới có thể tiếp cận được vùng lõi được bảo vệ nghiêm ngặt của vườn quốc gia. Khách du lịch tới đây chỉ được vào theo nhóm không quá 20 người và phải đi cùng hướng dẫn viên du lịch. Một con đường tham quan cổ điển dẫn du khách tới phần phía nam của vườn quốc gia, một khu vực có diện tích 4.747 hecta.
Trụ sở của cơ quan quản lý vườn quốc gia đặt tại Bảo tàng Thiên nhiên và Rừng nằm ở làng Białowieża. Tòa nhà phức hợp này được xây dựng trong những năm 1960, nằm trên vị trí của một cung điện cũ của August III đã bị quân đội Liên Xô phá hủy vào tháng 7 năm 1944. Phía trên mái của bảo tàng là một tháp quan sát dành cho khách du lịch trong giờ mở cửa. 

## Hình ảnh

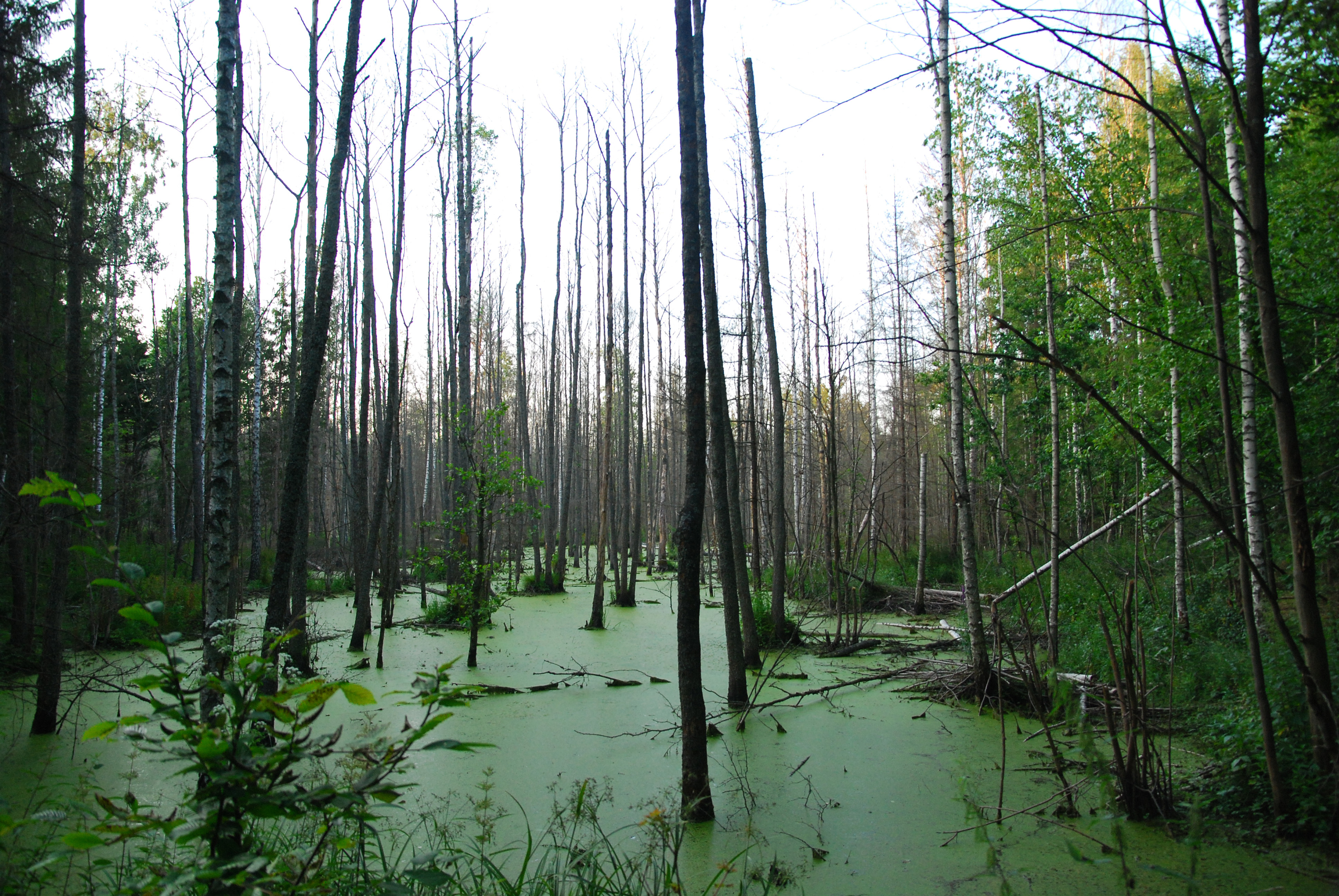
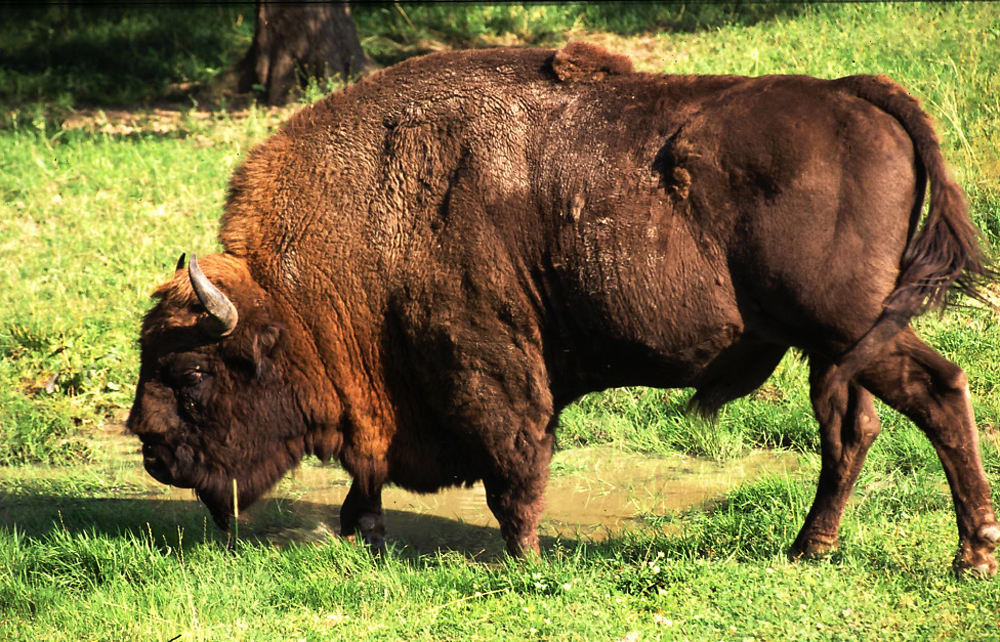
Bò bison châu Âu trong vườn quốc gia
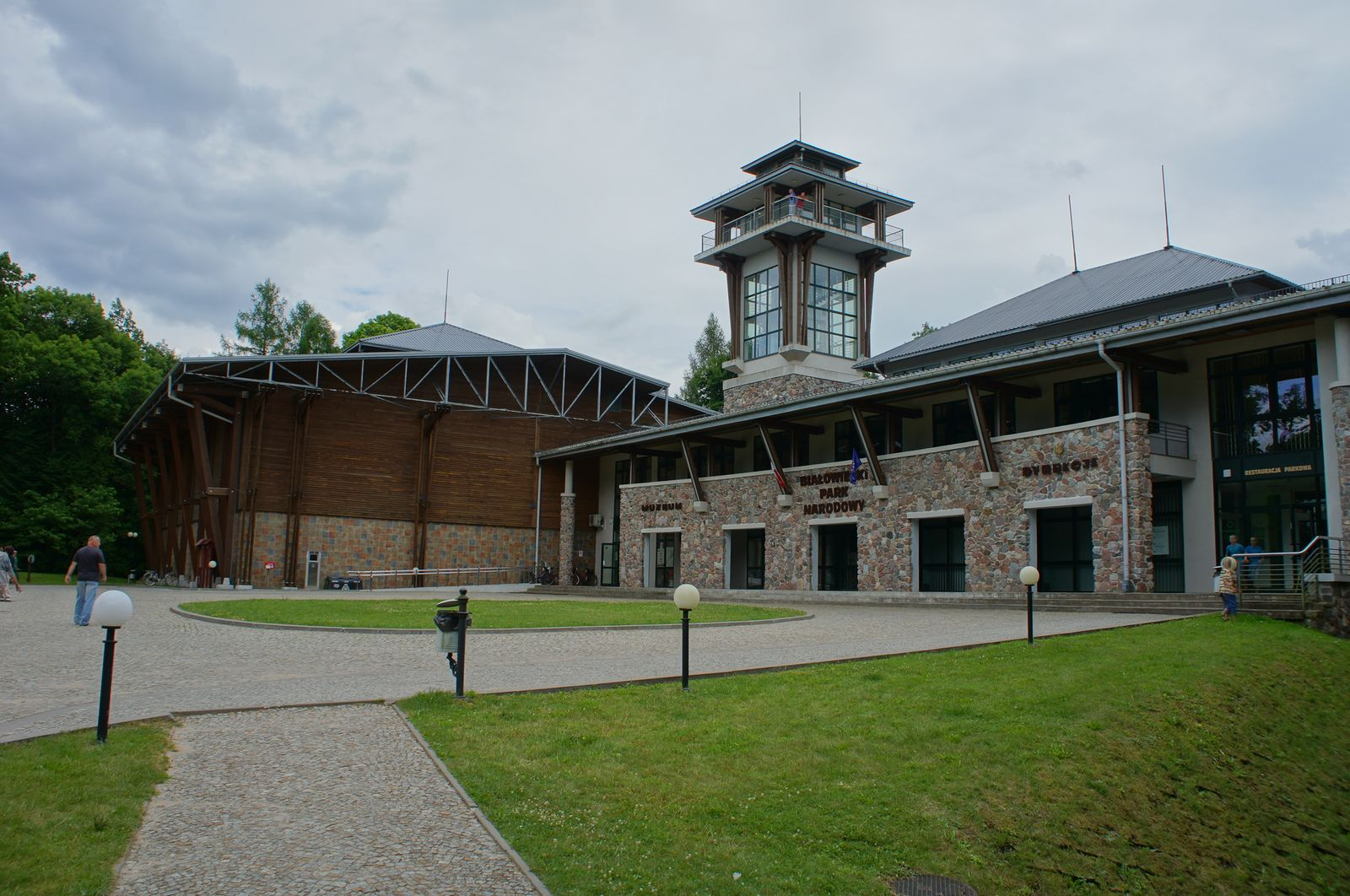
Bảo tàng Thiên nhiên và Rừng
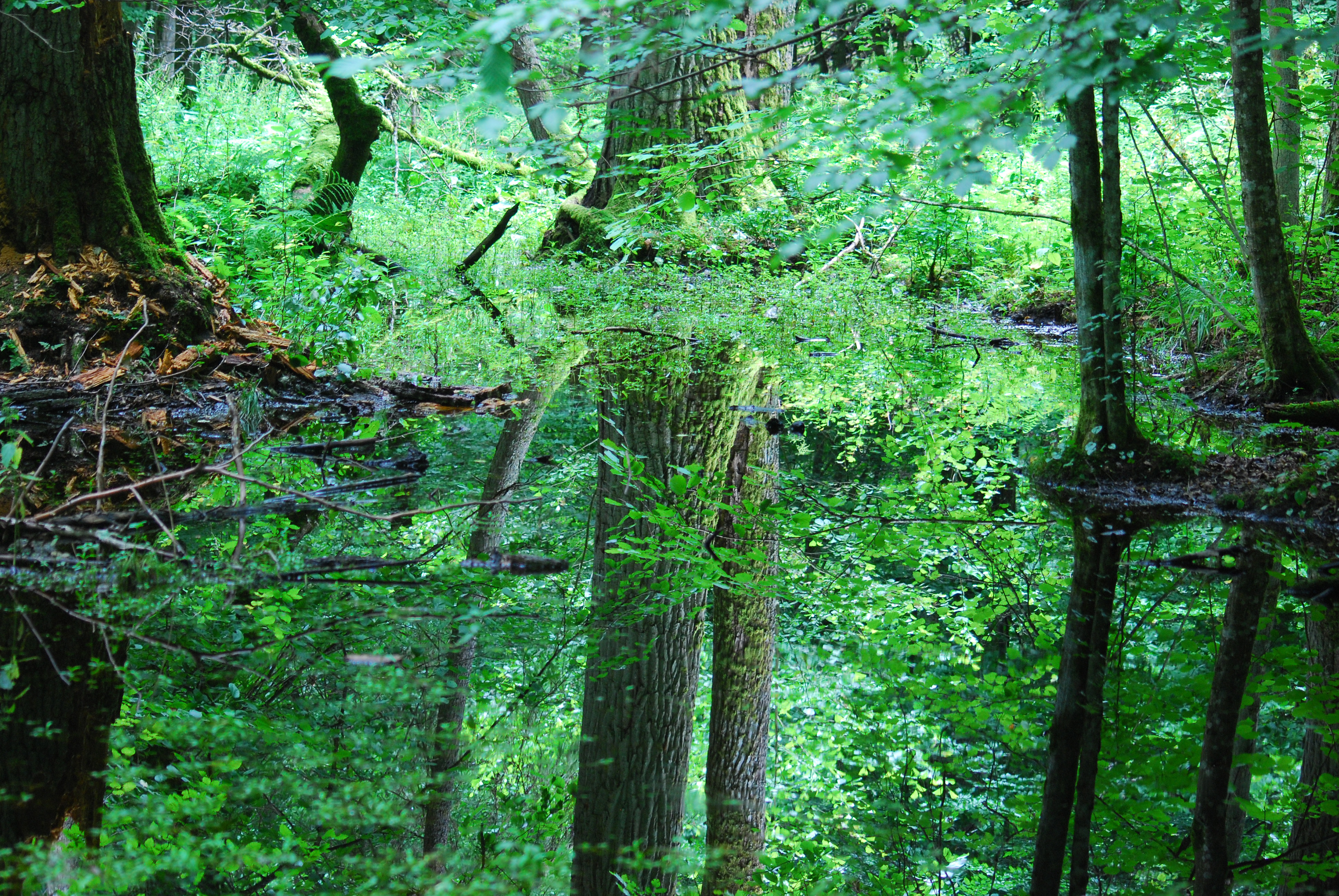
Những khu rừng ẩm ướt của vườn quốc gia
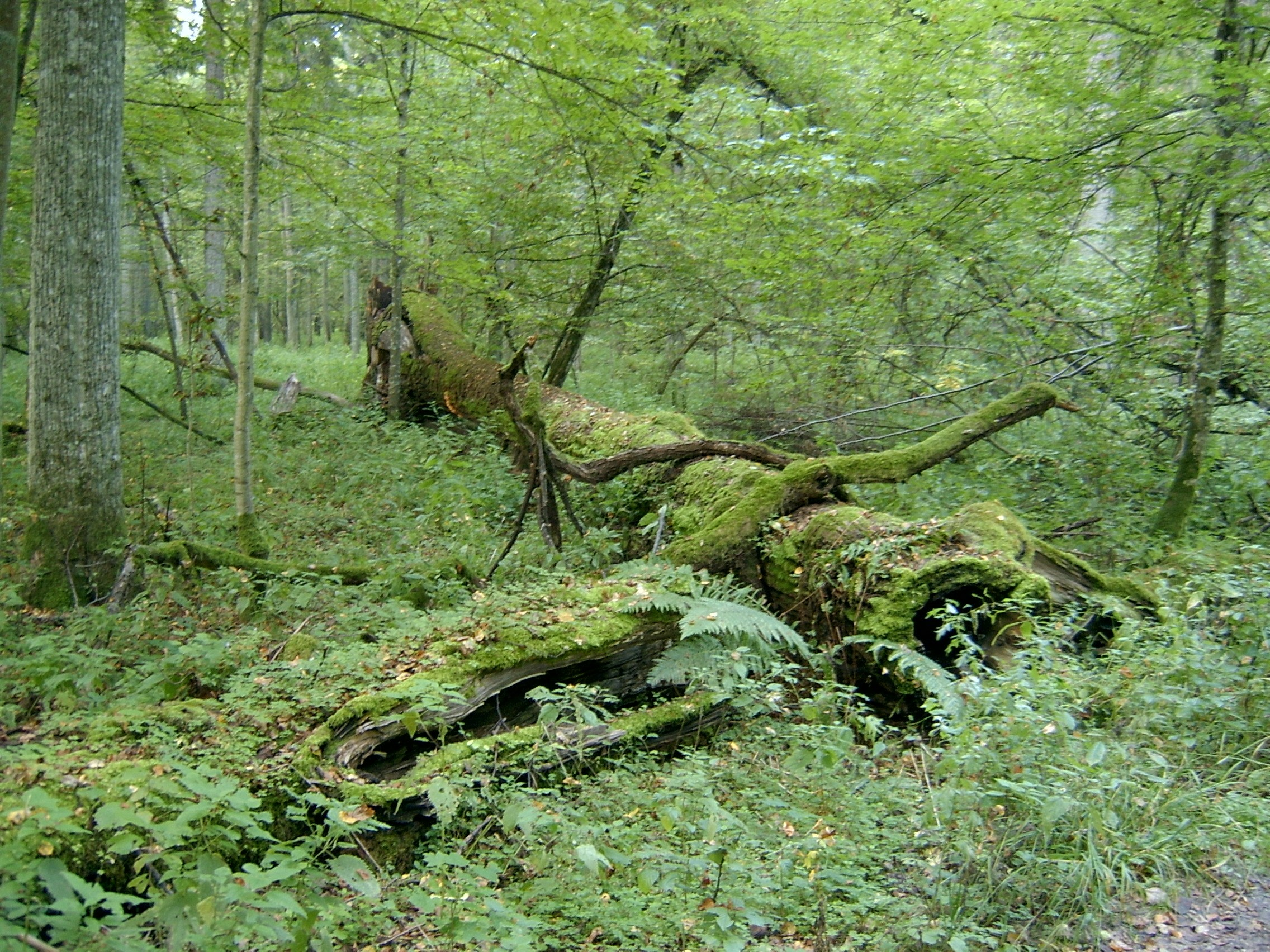
Một cây đổ tại vườn quốc gia
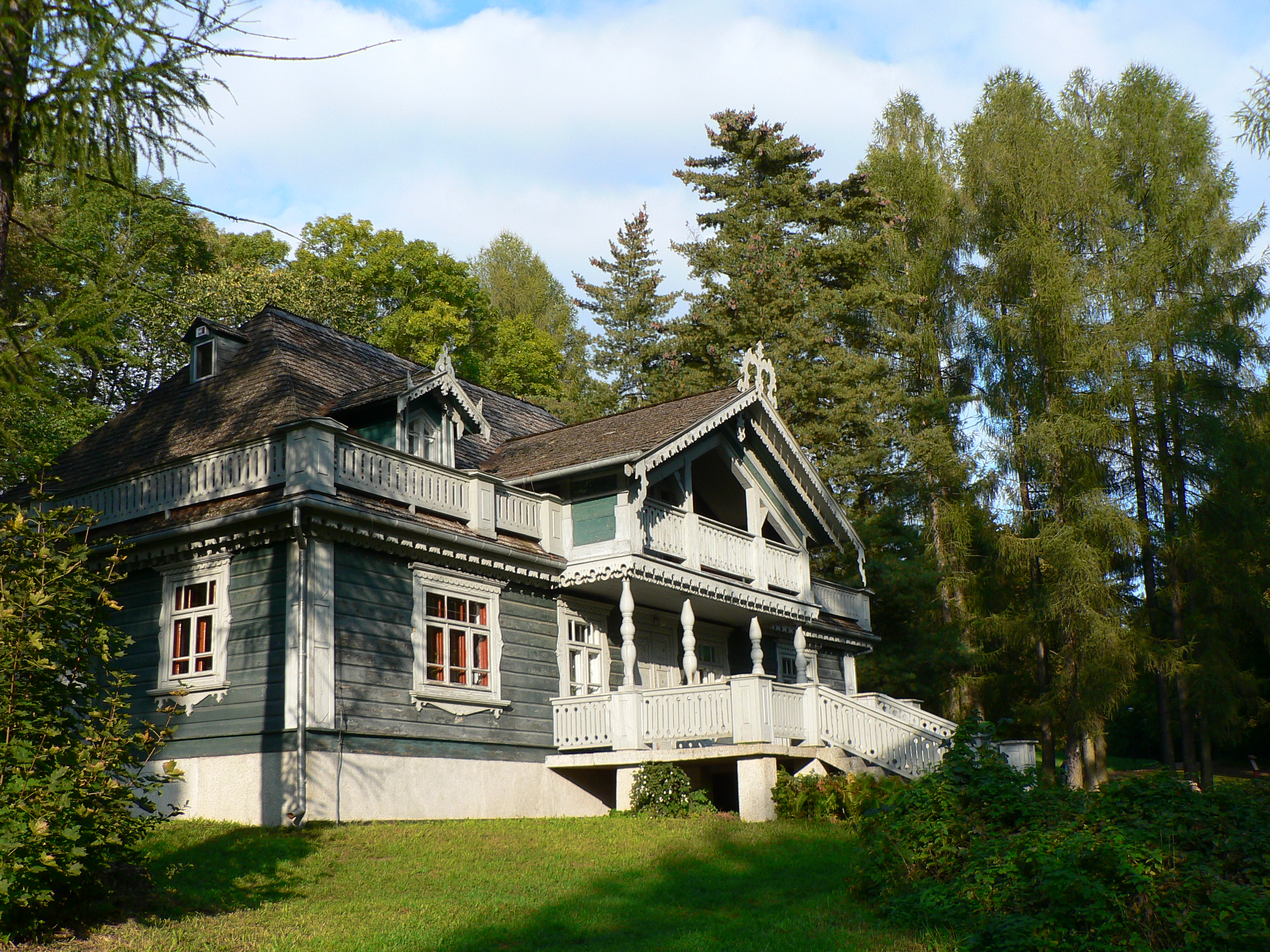
Trung tâm Giáo dục Thiên nhiên
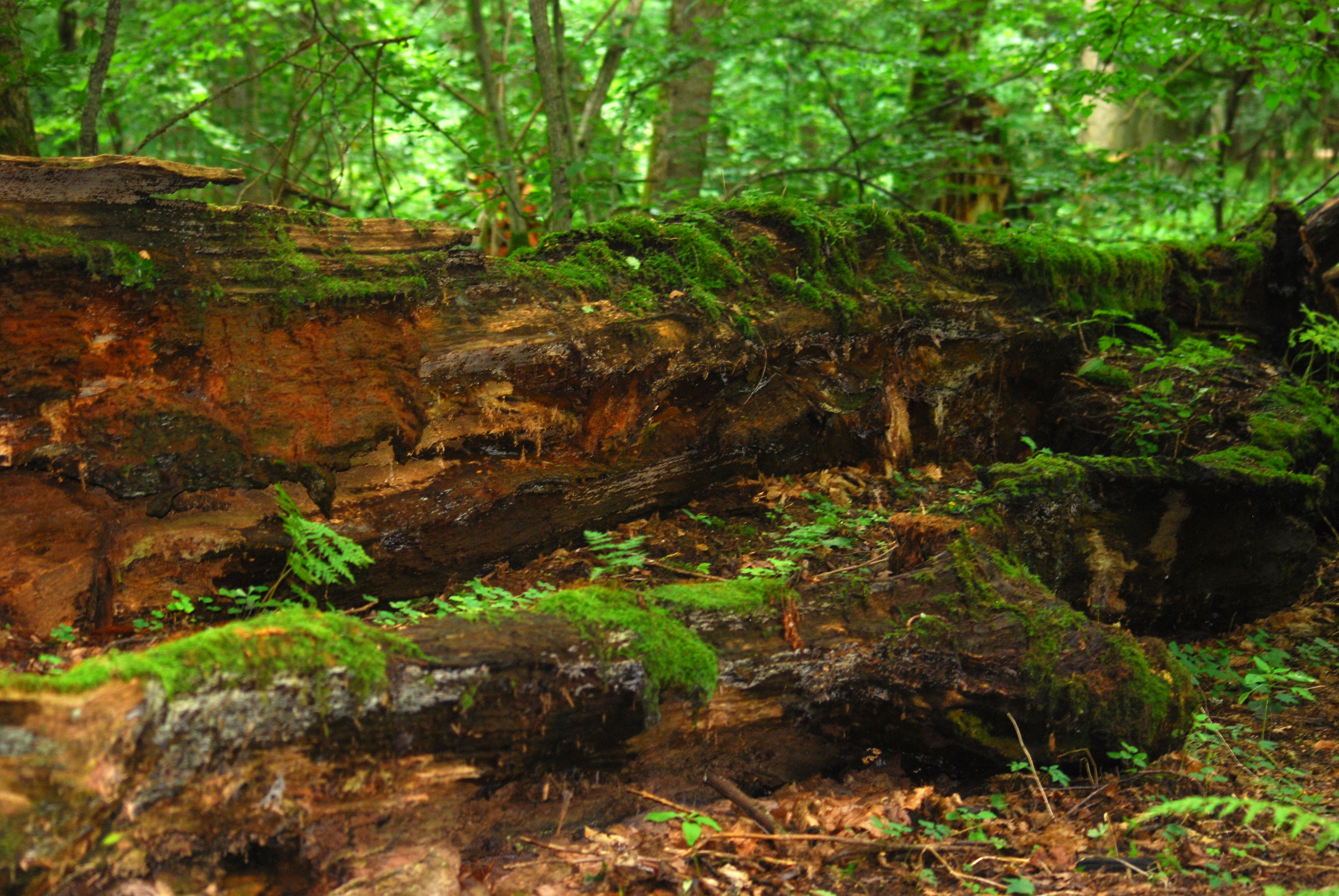
Một cái cây mục nát